# 29Y villamos (Budapest)
A budapesti 29Y jelzésű villamos (1996-ban 100Y) a Baross tér, Keleti pályaudvar és a BNV főbejárat között közlekedett időszakos jelleggel. A járatot a Budapesti Közlekedési Rt. üzemeltette.

## Története
Az Országos Mezőgazdasági Kiállításra több ízben is indultak ideiglenes járatok a Baross térről: az 1954-es kiállításra szeptember 18-án és 25–26-án az S, az 1958-asra pedig szeptember 13–14-én, 20–21-én és 27–28-án 6–20 óráig az M jelzésű közlekedett.
Az 1967-es kiállítás idejére augusztus 26. és szeptember 17. között már a 37B indult a Rákóczi út és a Mező Imre út kereszteződésében egy hónappal korábban kialakított villamos-végállomás és a Lóverseny tér között, a Salgótarjáni utcán keresztül. 1970. augusztus 28-án ugyanezen az útvonalon már 29Y jelzéssel indult villamosjárat a kiállítás idejére. 1995-ben közlekedett utoljára a 29-es és a 29Y villamos, a következő év szeptemberében a 100-as és 100Y jelzésű villamosok jártak a BNV 100. évfordulója alkalmából.

## Járművek
A vonalon több fajta jármű közlekedett, ezeket több kocsiszín adta ki.
1990-ig UV villamosokat a Száva és a Zugló kocsiszín közösen adta ki, 1991 és 1992 között pedig a Baross és a Zugló. 1993-ban két kocsis Tatra T5C5 villamosok, 1994-től a Ferencváros és a Hungária kocsiszín Ganz csuklósokat állított forgalomba.

## Útvonala
| BNV főbejárat felé | Baross tér, Keleti pályaudvar felé                                                                                         |
| --- | --- |
| Baross tér, Keleti pályaudvar vá. – Festetics utca – Mező Imre út – Salgótarjáni utca – Dobi István út – BNV főbejárat vá. | BNV főbejárat vá. – Dobi István út – Salgótarjáni utca – Mező Imre út – Festetics utca – Baross tér, Keleti pályaudvar vá. |

## Megállóhelyei
| 0 | Baross tér, Keleti pályaudvar végállomás | 9 | 7, 7A, 7, 20, 30, 73, 73, 78, 173 23, 24, 44, 67 73, 76, 78, 79, 80 Budapest-Keleti | 7, 7A, 7, 20, 30, 73, 73, 78, 173 23, 24, 67 73, 76, 78, 79, 80 Budapest-Keleti |
| 1 | Dologház utca                            | 8 | 23, 24                                                                              | 23, 24                                                                          |
| 2 | Salgótarjáni út                          | 7 | 23, 24, 28, 29, 37                                                                  | 23, 24, 28, 37, 100                                                             |
| ∫ | Fiumei út                                | 6 | 23, 24, 28, 29, 37                                                                  | 23, 24, 28, 37, 100                                                             |
| 3 | MÁV X-es kapu                            | 5 | 29, 37                                                                              | 37, 100                                                                         |
| 4 | Asztalos Sándor utca                     | 4 | 29, 37                                                                              | 37, 100                                                                         |
| 5 | Hungária körút                           | 3 | 29, 37 75, 75Atrr                                                                   | 1, 37, 100                                                                      |
| 6 | Zách utca                                | 2 | 29, 37                                                                              | 37, 100                                                                         |
| 7 | Pongrác út                               | 1 | 95 29, 37                                                                           | 95 37, 100                                                                      |
| 8 | BNV, főbejárat végállomás                | 0 | 29 100                                                                              | 100                                                                             |

## Képgaléria

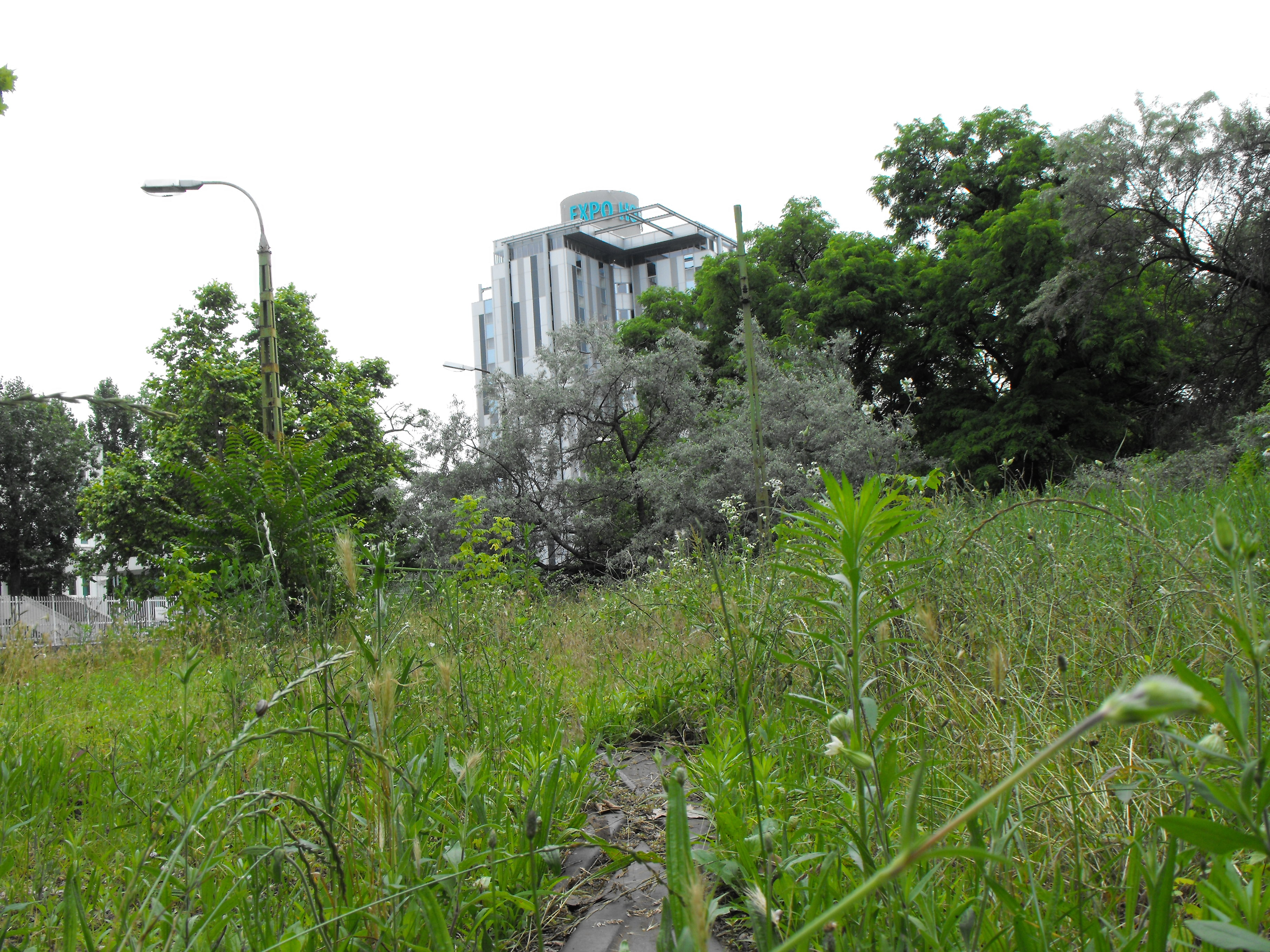
Az Expo téri villamosforduló maradványai
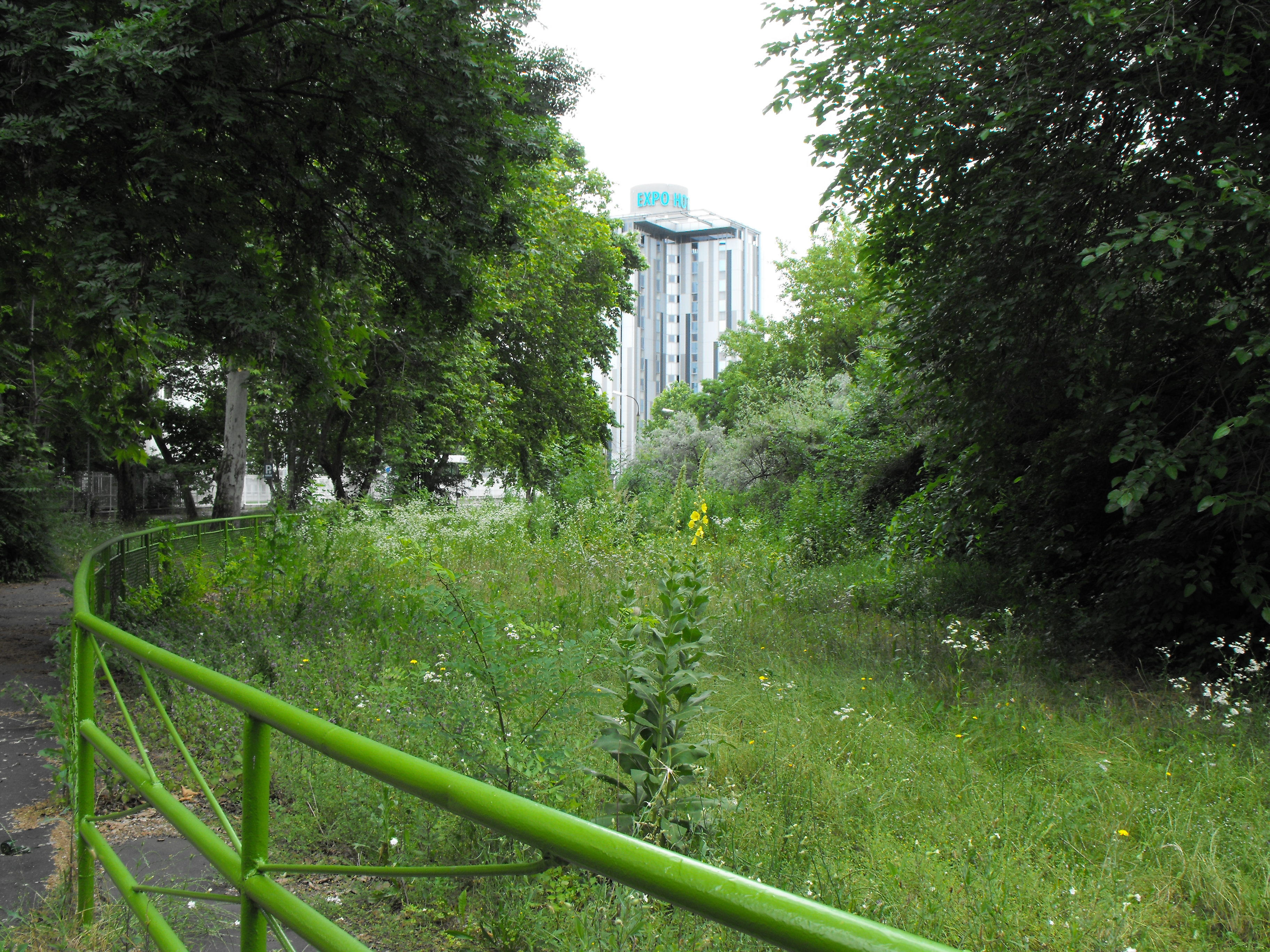
Az egykori villamosforduló hátterében az Expo Hotel,…
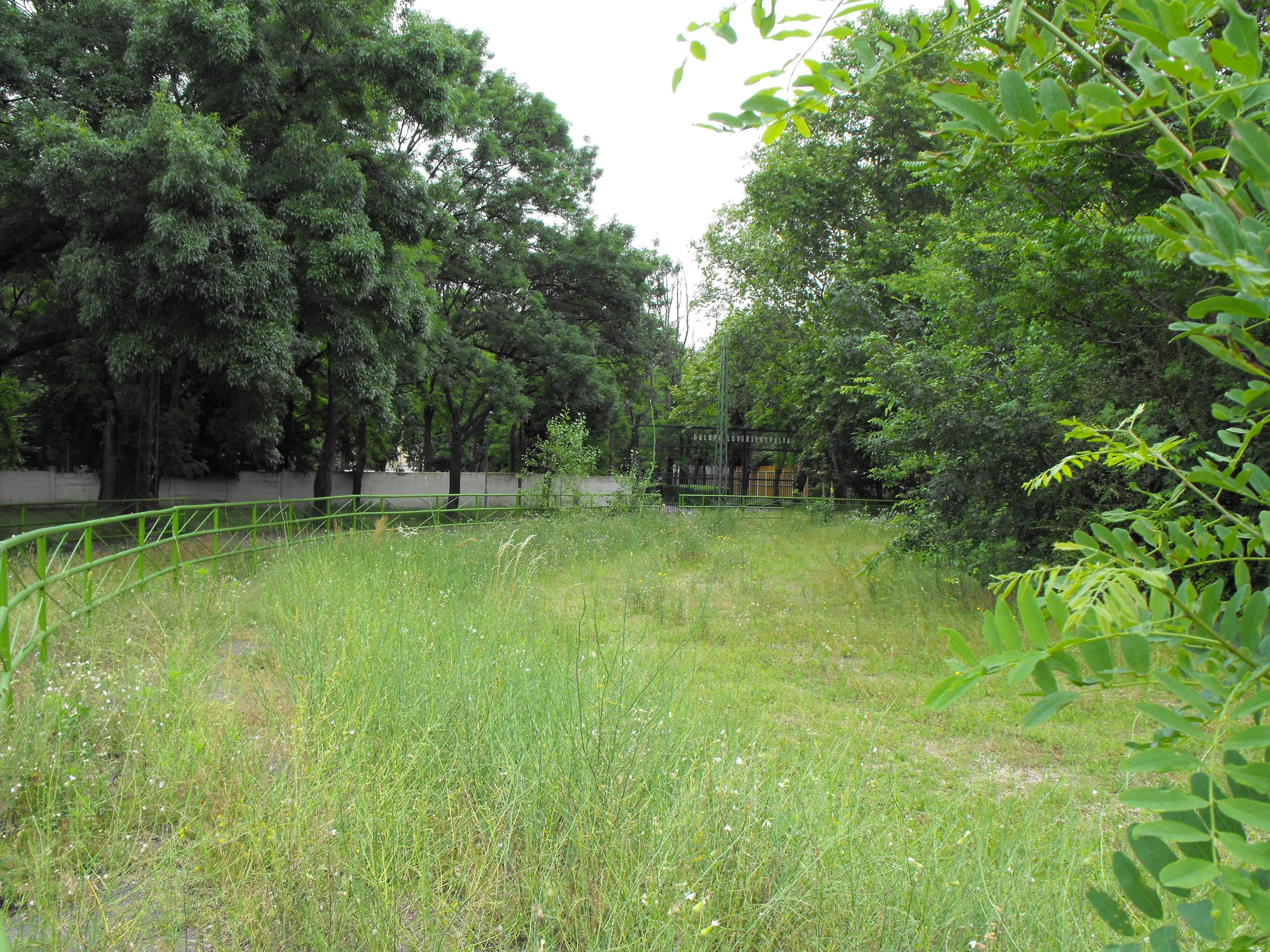
…és a Galopp lóversenypálya bejárata
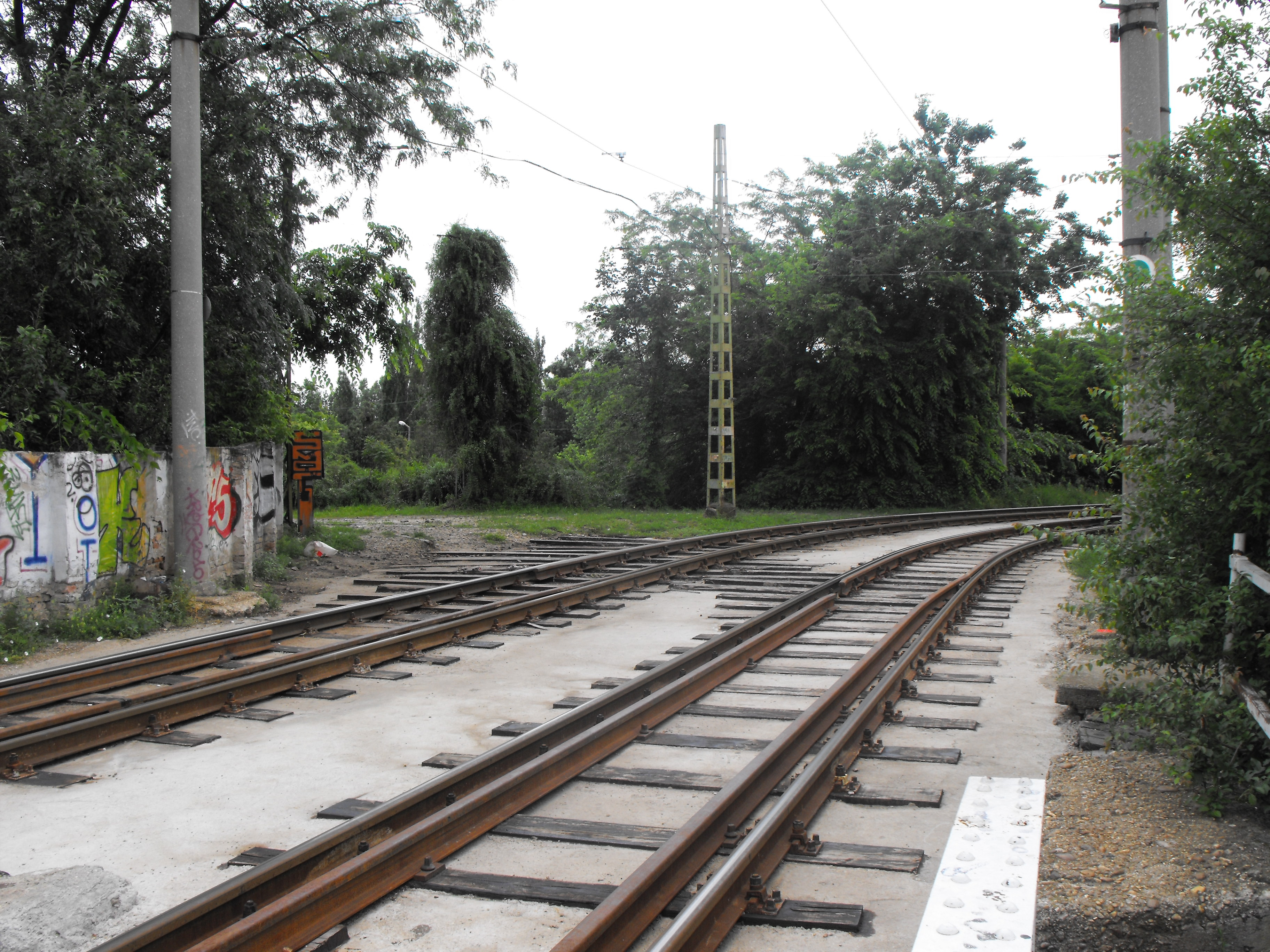
A 37-es és a 29-es egykori elágazása a felüljáró felől,…
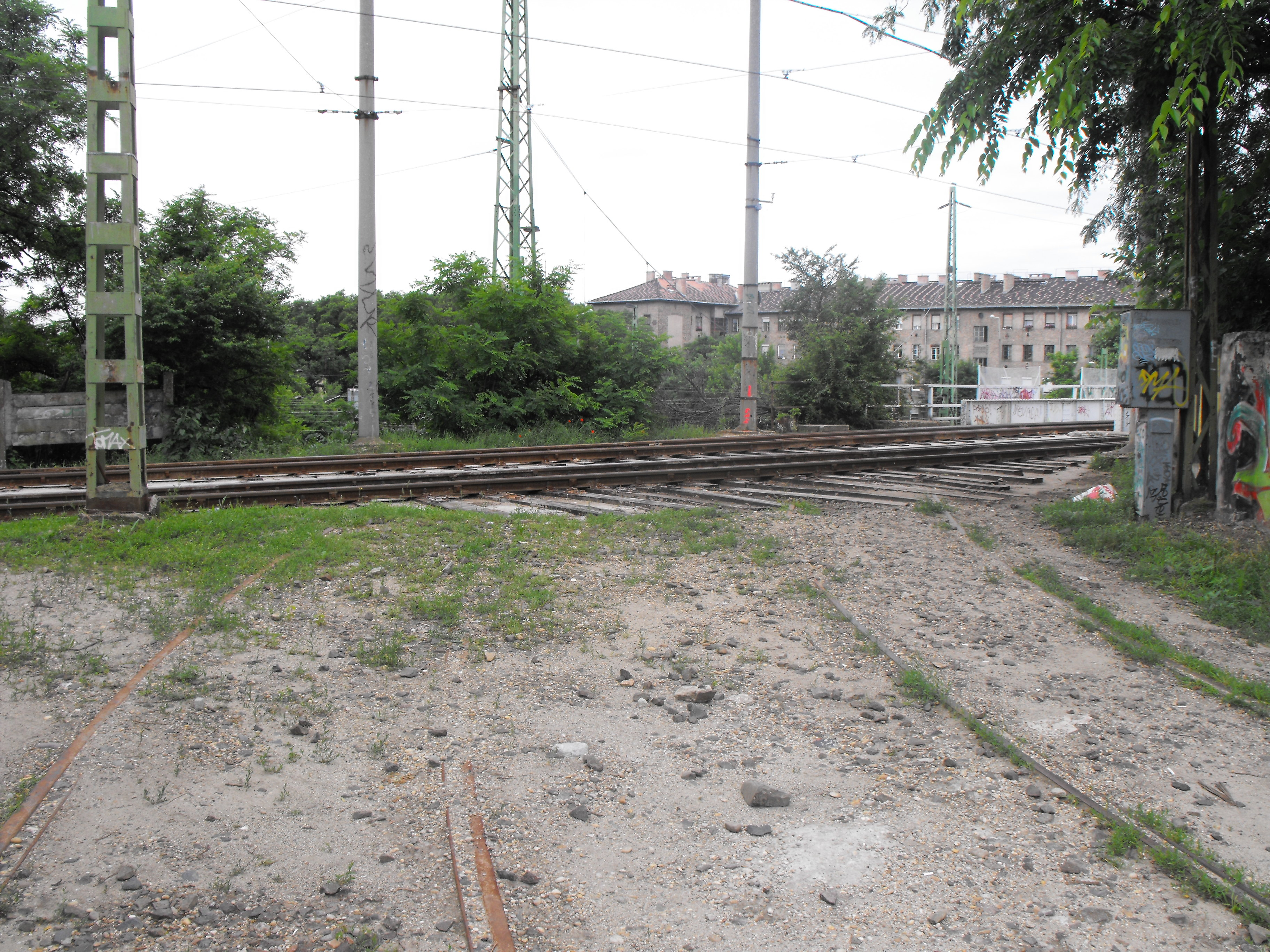
…és ellenkező irányból, a 29-es önálló szakasza felől
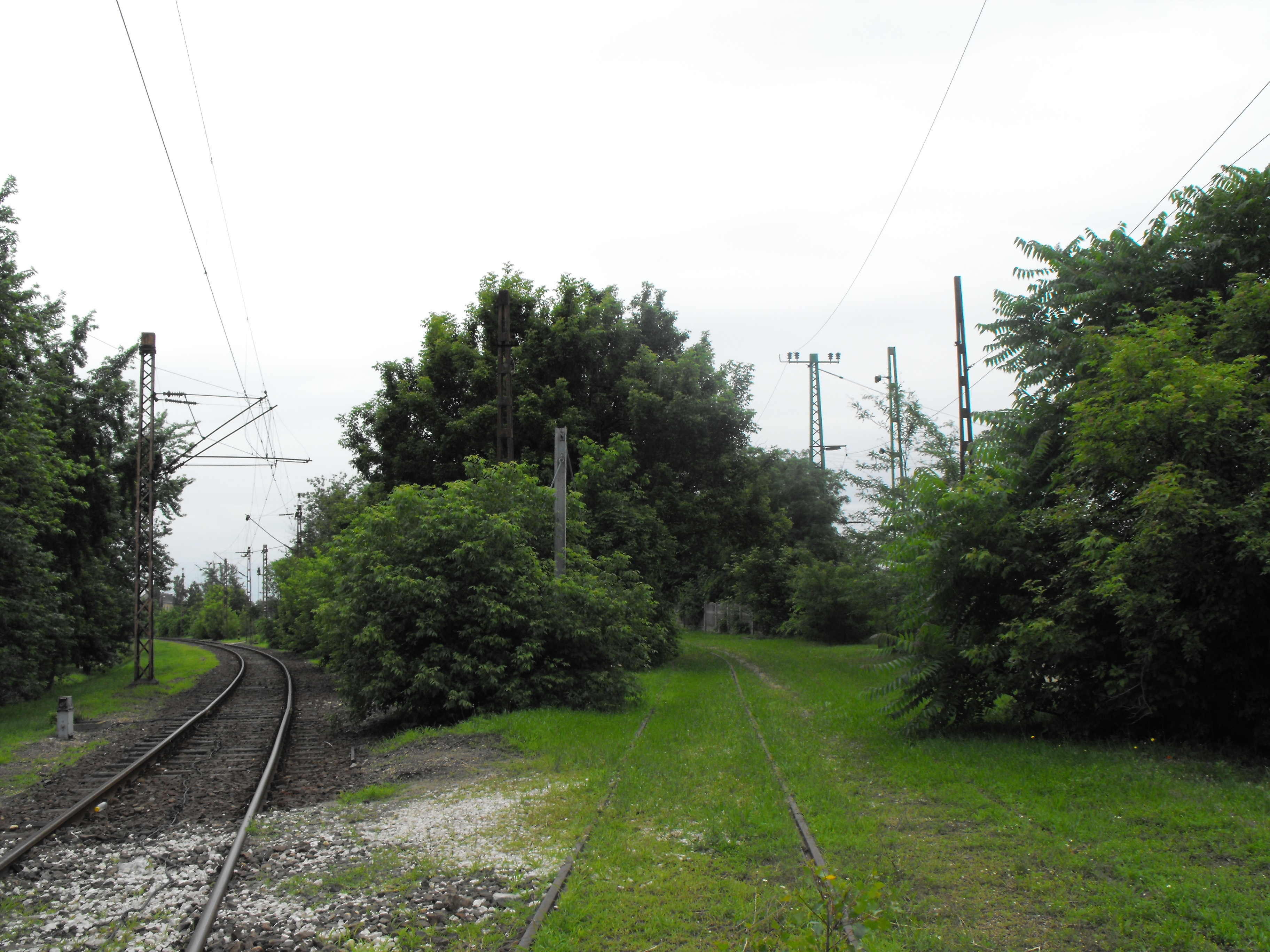
Bal oldalt a Királyvágány, jobb oldalt a 29-es vonal
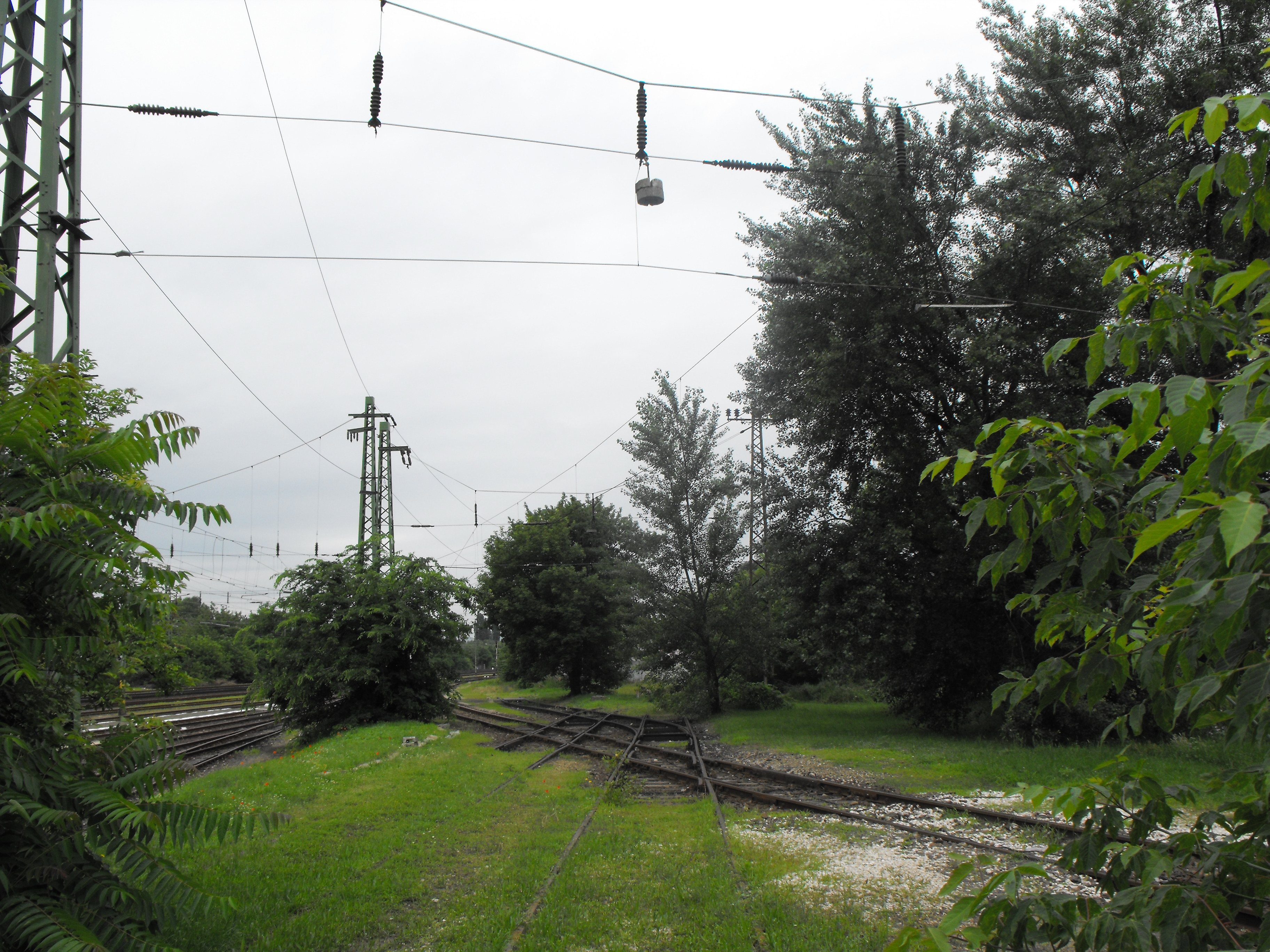
A királyvágányi keresztezés
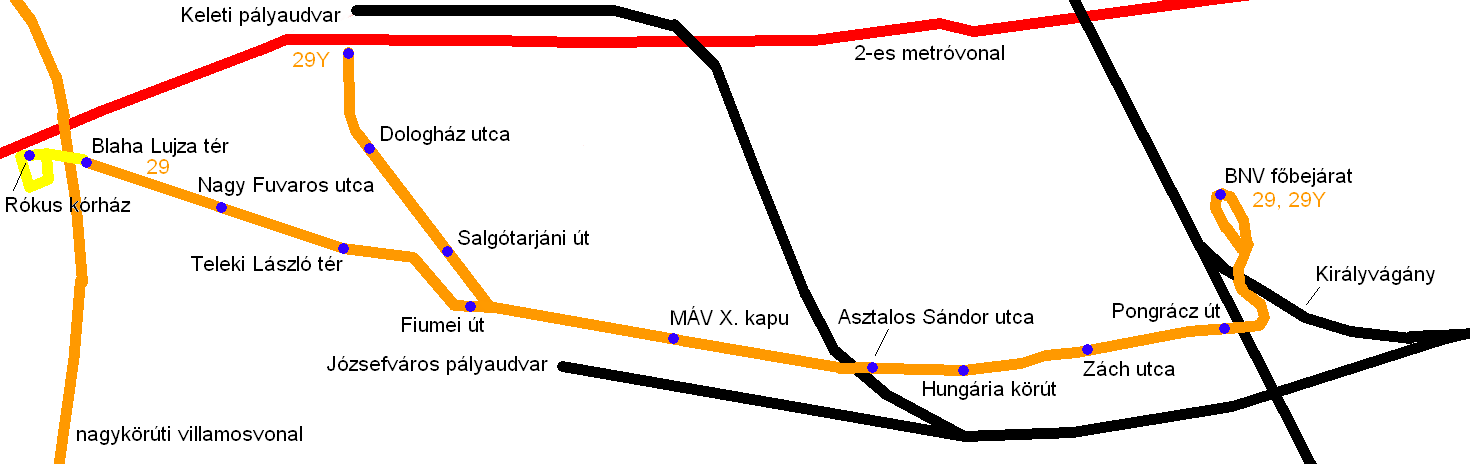
A 29-es és a 29Y villamos útvonala